# Bromeliophila
Bromeliophila là một chi rêu trong họ Lejeuneaceae.